# Rhabdiopteryx thienemanni
Rhabdiopteryx thienemanni är en bäcksländeart som beskrevs av Joachim Illies 1957. Rhabdiopteryx thienemanni ingår i släktet Rhabdiopteryx och familjen vingbandbäcksländor. Inga underarter finns listade i Catalogue of Life.